# Tolna limula
Tolna limula är en fjärilsart som beskrevs av Heinrich Benno Möschler 1883. Tolna limula ingår i släktet Tolna och familjen nattflyn. Inga underarter finns listade i Catalogue of Life.